# Грінфілд (округ Керн, Каліфорнія)
Грінфілд (англ. Greenfield) — переписна місцевість (CDP) в США, в окрузі Керн штату Каліфорнія. Населення — 3447 осіб (2020).

## Географія
Грінфілд розташований за координатами 35°16′9″ пн. ш. 119°0′37″ зх. д. / 35.26917° пн. ш. 119.01028° зх. д. (35.269110, -119.010249).  За даними Бюро перепису населення США в 2010 році переписна місцевість мала площу 3,86 км², уся площа — суходіл. В 2017 році площа становила 3,45 км², уся площа — суходіл.

## Демографія
Згідно з переписом 2010 року, у переписній місцевості мешкала 3991 особа в 1244 домогосподарствах у складі 964 родин. Густота населення становила 1035 осіб/км².  Було 1358 помешкань (352/км²).
Расовий склад населення:
| - 62,9 % — білих - 1,8 % — чорних або афроамериканців - 1,6 % — корінних американців - 1,1 % — азіатів - 27,9 % — осіб інших рас |

До двох чи більше рас належало 4,7 %. Частка іспаномовних становила 56,7 % від усіх жителів.
За віковим діапазоном населення розподілялося таким чином: 28,2 % — особи молодші 18 років, 62,2 % — особи у віці 18—64 років, 9,6 % — особи у віці 65 років та старші. Медіана віку мешканця становила 34,4 року. На 100 осіб жіночої статі у переписній місцевості припадало 106,3 чоловіків;  на 100 жінок у віці від 18 років та старших — 105,4 чоловіків також старших 18 років.
Середній дохід на одне домашнє господарство  становив 58 597 доларів США (медіана — 45 393), а середній дохід на одну сім'ю — 58 670 доларів (медіана — 43 750). Медіана доходів становила 38 333 долари для чоловіків та 32 168 доларів для жінок. За межею бідності перебувало 12,0 % осіб, у тому числі 23,4 % дітей у віці до 18 років та 1,7 % осіб у віці 65 років та старших.
Цивільне працевлаштоване населення становило 1845 осіб. Основні галузі зайнятості: освіта, охорона здоров'я та соціальна допомога — 23,3 %, сільське господарство, лісництво, риболовля — 14,5 %, роздрібна торгівля — 12,3 %, будівництво — 10,8 %.